# Trung cuộc (cờ vua)
|   | a | b | c | d | e | f | g | h |   |
| 8 | a8 black rook · d8 black queen · h8 black king · a7 black pawn · b7 black knight · e7 black bishop · f7 black pawn · g7 black rook · h7 black pawn · e6 black pawn · f6 white knight · g6 black pawn · c5 black pawn · e5 white pawn · f5 black bishop · g5 white queen · d4 black pawn · f4 white pawn · f3 white knight · g3 white rook · a2 white pawn · b2 white pawn · c2 white pawn · g2 white pawn · h2 white pawn · c1 white bishop · f1 white rook · g1 white king | a8 black rook · d8 black queen · h8 black king · a7 black pawn · b7 black knight · e7 black bishop · f7 black pawn · g7 black rook · h7 black pawn · e6 black pawn · f6 white knight · g6 black pawn · c5 black pawn · e5 white pawn · f5 black bishop · g5 white queen · d4 black pawn · f4 white pawn · f3 white knight · g3 white rook · a2 white pawn · b2 white pawn · c2 white pawn · g2 white pawn · h2 white pawn · c1 white bishop · f1 white rook · g1 white king | a8 black rook · d8 black queen · h8 black king · a7 black pawn · b7 black knight · e7 black bishop · f7 black pawn · g7 black rook · h7 black pawn · e6 black pawn · f6 white knight · g6 black pawn · c5 black pawn · e5 white pawn · f5 black bishop · g5 white queen · d4 black pawn · f4 white pawn · f3 white knight · g3 white rook · a2 white pawn · b2 white pawn · c2 white pawn · g2 white pawn · h2 white pawn · c1 white bishop · f1 white rook · g1 white king | a8 black rook · d8 black queen · h8 black king · a7 black pawn · b7 black knight · e7 black bishop · f7 black pawn · g7 black rook · h7 black pawn · e6 black pawn · f6 white knight · g6 black pawn · c5 black pawn · e5 white pawn · f5 black bishop · g5 white queen · d4 black pawn · f4 white pawn · f3 white knight · g3 white rook · a2 white pawn · b2 white pawn · c2 white pawn · g2 white pawn · h2 white pawn · c1 white bishop · f1 white rook · g1 white king | a8 black rook · d8 black queen · h8 black king · a7 black pawn · b7 black knight · e7 black bishop · f7 black pawn · g7 black rook · h7 black pawn · e6 black pawn · f6 white knight · g6 black pawn · c5 black pawn · e5 white pawn · f5 black bishop · g5 white queen · d4 black pawn · f4 white pawn · f3 white knight · g3 white rook · a2 white pawn · b2 white pawn · c2 white pawn · g2 white pawn · h2 white pawn · c1 white bishop · f1 white rook · g1 white king | a8 black rook · d8 black queen · h8 black king · a7 black pawn · b7 black knight · e7 black bishop · f7 black pawn · g7 black rook · h7 black pawn · e6 black pawn · f6 white knight · g6 black pawn · c5 black pawn · e5 white pawn · f5 black bishop · g5 white queen · d4 black pawn · f4 white pawn · f3 white knight · g3 white rook · a2 white pawn · b2 white pawn · c2 white pawn · g2 white pawn · h2 white pawn · c1 white bishop · f1 white rook · g1 white king | a8 black rook · d8 black queen · h8 black king · a7 black pawn · b7 black knight · e7 black bishop · f7 black pawn · g7 black rook · h7 black pawn · e6 black pawn · f6 white knight · g6 black pawn · c5 black pawn · e5 white pawn · f5 black bishop · g5 white queen · d4 black pawn · f4 white pawn · f3 white knight · g3 white rook · a2 white pawn · b2 white pawn · c2 white pawn · g2 white pawn · h2 white pawn · c1 white bishop · f1 white rook · g1 white king | a8 black rook · d8 black queen · h8 black king · a7 black pawn · b7 black knight · e7 black bishop · f7 black pawn · g7 black rook · h7 black pawn · e6 black pawn · f6 white knight · g6 black pawn · c5 black pawn · e5 white pawn · f5 black bishop · g5 white queen · d4 black pawn · f4 white pawn · f3 white knight · g3 white rook · a2 white pawn · b2 white pawn · c2 white pawn · g2 white pawn · h2 white pawn · c1 white bishop · f1 white rook · g1 white king | 8 |
| 7 | a8 black rook · d8 black queen · h8 black king · a7 black pawn · b7 black knight · e7 black bishop · f7 black pawn · g7 black rook · h7 black pawn · e6 black pawn · f6 white knight · g6 black pawn · c5 black pawn · e5 white pawn · f5 black bishop · g5 white queen · d4 black pawn · f4 white pawn · f3 white knight · g3 white rook · a2 white pawn · b2 white pawn · c2 white pawn · g2 white pawn · h2 white pawn · c1 white bishop · f1 white rook · g1 white king | a8 black rook · d8 black queen · h8 black king · a7 black pawn · b7 black knight · e7 black bishop · f7 black pawn · g7 black rook · h7 black pawn · e6 black pawn · f6 white knight · g6 black pawn · c5 black pawn · e5 white pawn · f5 black bishop · g5 white queen · d4 black pawn · f4 white pawn · f3 white knight · g3 white rook · a2 white pawn · b2 white pawn · c2 white pawn · g2 white pawn · h2 white pawn · c1 white bishop · f1 white rook · g1 white king | a8 black rook · d8 black queen · h8 black king · a7 black pawn · b7 black knight · e7 black bishop · f7 black pawn · g7 black rook · h7 black pawn · e6 black pawn · f6 white knight · g6 black pawn · c5 black pawn · e5 white pawn · f5 black bishop · g5 white queen · d4 black pawn · f4 white pawn · f3 white knight · g3 white rook · a2 white pawn · b2 white pawn · c2 white pawn · g2 white pawn · h2 white pawn · c1 white bishop · f1 white rook · g1 white king | a8 black rook · d8 black queen · h8 black king · a7 black pawn · b7 black knight · e7 black bishop · f7 black pawn · g7 black rook · h7 black pawn · e6 black pawn · f6 white knight · g6 black pawn · c5 black pawn · e5 white pawn · f5 black bishop · g5 white queen · d4 black pawn · f4 white pawn · f3 white knight · g3 white rook · a2 white pawn · b2 white pawn · c2 white pawn · g2 white pawn · h2 white pawn · c1 white bishop · f1 white rook · g1 white king | a8 black rook · d8 black queen · h8 black king · a7 black pawn · b7 black knight · e7 black bishop · f7 black pawn · g7 black rook · h7 black pawn · e6 black pawn · f6 white knight · g6 black pawn · c5 black pawn · e5 white pawn · f5 black bishop · g5 white queen · d4 black pawn · f4 white pawn · f3 white knight · g3 white rook · a2 white pawn · b2 white pawn · c2 white pawn · g2 white pawn · h2 white pawn · c1 white bishop · f1 white rook · g1 white king | a8 black rook · d8 black queen · h8 black king · a7 black pawn · b7 black knight · e7 black bishop · f7 black pawn · g7 black rook · h7 black pawn · e6 black pawn · f6 white knight · g6 black pawn · c5 black pawn · e5 white pawn · f5 black bishop · g5 white queen · d4 black pawn · f4 white pawn · f3 white knight · g3 white rook · a2 white pawn · b2 white pawn · c2 white pawn · g2 white pawn · h2 white pawn · c1 white bishop · f1 white rook · g1 white king | a8 black rook · d8 black queen · h8 black king · a7 black pawn · b7 black knight · e7 black bishop · f7 black pawn · g7 black rook · h7 black pawn · e6 black pawn · f6 white knight · g6 black pawn · c5 black pawn · e5 white pawn · f5 black bishop · g5 white queen · d4 black pawn · f4 white pawn · f3 white knight · g3 white rook · a2 white pawn · b2 white pawn · c2 white pawn · g2 white pawn · h2 white pawn · c1 white bishop · f1 white rook · g1 white king | a8 black rook · d8 black queen · h8 black king · a7 black pawn · b7 black knight · e7 black bishop · f7 black pawn · g7 black rook · h7 black pawn · e6 black pawn · f6 white knight · g6 black pawn · c5 black pawn · e5 white pawn · f5 black bishop · g5 white queen · d4 black pawn · f4 white pawn · f3 white knight · g3 white rook · a2 white pawn · b2 white pawn · c2 white pawn · g2 white pawn · h2 white pawn · c1 white bishop · f1 white rook · g1 white king | 7 |
| 6 | a8 black rook · d8 black queen · h8 black king · a7 black pawn · b7 black knight · e7 black bishop · f7 black pawn · g7 black rook · h7 black pawn · e6 black pawn · f6 white knight · g6 black pawn · c5 black pawn · e5 white pawn · f5 black bishop · g5 white queen · d4 black pawn · f4 white pawn · f3 white knight · g3 white rook · a2 white pawn · b2 white pawn · c2 white pawn · g2 white pawn · h2 white pawn · c1 white bishop · f1 white rook · g1 white king | a8 black rook · d8 black queen · h8 black king · a7 black pawn · b7 black knight · e7 black bishop · f7 black pawn · g7 black rook · h7 black pawn · e6 black pawn · f6 white knight · g6 black pawn · c5 black pawn · e5 white pawn · f5 black bishop · g5 white queen · d4 black pawn · f4 white pawn · f3 white knight · g3 white rook · a2 white pawn · b2 white pawn · c2 white pawn · g2 white pawn · h2 white pawn · c1 white bishop · f1 white rook · g1 white king | a8 black rook · d8 black queen · h8 black king · a7 black pawn · b7 black knight · e7 black bishop · f7 black pawn · g7 black rook · h7 black pawn · e6 black pawn · f6 white knight · g6 black pawn · c5 black pawn · e5 white pawn · f5 black bishop · g5 white queen · d4 black pawn · f4 white pawn · f3 white knight · g3 white rook · a2 white pawn · b2 white pawn · c2 white pawn · g2 white pawn · h2 white pawn · c1 white bishop · f1 white rook · g1 white king | a8 black rook · d8 black queen · h8 black king · a7 black pawn · b7 black knight · e7 black bishop · f7 black pawn · g7 black rook · h7 black pawn · e6 black pawn · f6 white knight · g6 black pawn · c5 black pawn · e5 white pawn · f5 black bishop · g5 white queen · d4 black pawn · f4 white pawn · f3 white knight · g3 white rook · a2 white pawn · b2 white pawn · c2 white pawn · g2 white pawn · h2 white pawn · c1 white bishop · f1 white rook · g1 white king | a8 black rook · d8 black queen · h8 black king · a7 black pawn · b7 black knight · e7 black bishop · f7 black pawn · g7 black rook · h7 black pawn · e6 black pawn · f6 white knight · g6 black pawn · c5 black pawn · e5 white pawn · f5 black bishop · g5 white queen · d4 black pawn · f4 white pawn · f3 white knight · g3 white rook · a2 white pawn · b2 white pawn · c2 white pawn · g2 white pawn · h2 white pawn · c1 white bishop · f1 white rook · g1 white king | a8 black rook · d8 black queen · h8 black king · a7 black pawn · b7 black knight · e7 black bishop · f7 black pawn · g7 black rook · h7 black pawn · e6 black pawn · f6 white knight · g6 black pawn · c5 black pawn · e5 white pawn · f5 black bishop · g5 white queen · d4 black pawn · f4 white pawn · f3 white knight · g3 white rook · a2 white pawn · b2 white pawn · c2 white pawn · g2 white pawn · h2 white pawn · c1 white bishop · f1 white rook · g1 white king | a8 black rook · d8 black queen · h8 black king · a7 black pawn · b7 black knight · e7 black bishop · f7 black pawn · g7 black rook · h7 black pawn · e6 black pawn · f6 white knight · g6 black pawn · c5 black pawn · e5 white pawn · f5 black bishop · g5 white queen · d4 black pawn · f4 white pawn · f3 white knight · g3 white rook · a2 white pawn · b2 white pawn · c2 white pawn · g2 white pawn · h2 white pawn · c1 white bishop · f1 white rook · g1 white king | a8 black rook · d8 black queen · h8 black king · a7 black pawn · b7 black knight · e7 black bishop · f7 black pawn · g7 black rook · h7 black pawn · e6 black pawn · f6 white knight · g6 black pawn · c5 black pawn · e5 white pawn · f5 black bishop · g5 white queen · d4 black pawn · f4 white pawn · f3 white knight · g3 white rook · a2 white pawn · b2 white pawn · c2 white pawn · g2 white pawn · h2 white pawn · c1 white bishop · f1 white rook · g1 white king | 6 |
| 5 | a8 black rook · d8 black queen · h8 black king · a7 black pawn · b7 black knight · e7 black bishop · f7 black pawn · g7 black rook · h7 black pawn · e6 black pawn · f6 white knight · g6 black pawn · c5 black pawn · e5 white pawn · f5 black bishop · g5 white queen · d4 black pawn · f4 white pawn · f3 white knight · g3 white rook · a2 white pawn · b2 white pawn · c2 white pawn · g2 white pawn · h2 white pawn · c1 white bishop · f1 white rook · g1 white king | a8 black rook · d8 black queen · h8 black king · a7 black pawn · b7 black knight · e7 black bishop · f7 black pawn · g7 black rook · h7 black pawn · e6 black pawn · f6 white knight · g6 black pawn · c5 black pawn · e5 white pawn · f5 black bishop · g5 white queen · d4 black pawn · f4 white pawn · f3 white knight · g3 white rook · a2 white pawn · b2 white pawn · c2 white pawn · g2 white pawn · h2 white pawn · c1 white bishop · f1 white rook · g1 white king | a8 black rook · d8 black queen · h8 black king · a7 black pawn · b7 black knight · e7 black bishop · f7 black pawn · g7 black rook · h7 black pawn · e6 black pawn · f6 white knight · g6 black pawn · c5 black pawn · e5 white pawn · f5 black bishop · g5 white queen · d4 black pawn · f4 white pawn · f3 white knight · g3 white rook · a2 white pawn · b2 white pawn · c2 white pawn · g2 white pawn · h2 white pawn · c1 white bishop · f1 white rook · g1 white king | a8 black rook · d8 black queen · h8 black king · a7 black pawn · b7 black knight · e7 black bishop · f7 black pawn · g7 black rook · h7 black pawn · e6 black pawn · f6 white knight · g6 black pawn · c5 black pawn · e5 white pawn · f5 black bishop · g5 white queen · d4 black pawn · f4 white pawn · f3 white knight · g3 white rook · a2 white pawn · b2 white pawn · c2 white pawn · g2 white pawn · h2 white pawn · c1 white bishop · f1 white rook · g1 white king | a8 black rook · d8 black queen · h8 black king · a7 black pawn · b7 black knight · e7 black bishop · f7 black pawn · g7 black rook · h7 black pawn · e6 black pawn · f6 white knight · g6 black pawn · c5 black pawn · e5 white pawn · f5 black bishop · g5 white queen · d4 black pawn · f4 white pawn · f3 white knight · g3 white rook · a2 white pawn · b2 white pawn · c2 white pawn · g2 white pawn · h2 white pawn · c1 white bishop · f1 white rook · g1 white king | a8 black rook · d8 black queen · h8 black king · a7 black pawn · b7 black knight · e7 black bishop · f7 black pawn · g7 black rook · h7 black pawn · e6 black pawn · f6 white knight · g6 black pawn · c5 black pawn · e5 white pawn · f5 black bishop · g5 white queen · d4 black pawn · f4 white pawn · f3 white knight · g3 white rook · a2 white pawn · b2 white pawn · c2 white pawn · g2 white pawn · h2 white pawn · c1 white bishop · f1 white rook · g1 white king | a8 black rook · d8 black queen · h8 black king · a7 black pawn · b7 black knight · e7 black bishop · f7 black pawn · g7 black rook · h7 black pawn · e6 black pawn · f6 white knight · g6 black pawn · c5 black pawn · e5 white pawn · f5 black bishop · g5 white queen · d4 black pawn · f4 white pawn · f3 white knight · g3 white rook · a2 white pawn · b2 white pawn · c2 white pawn · g2 white pawn · h2 white pawn · c1 white bishop · f1 white rook · g1 white king | a8 black rook · d8 black queen · h8 black king · a7 black pawn · b7 black knight · e7 black bishop · f7 black pawn · g7 black rook · h7 black pawn · e6 black pawn · f6 white knight · g6 black pawn · c5 black pawn · e5 white pawn · f5 black bishop · g5 white queen · d4 black pawn · f4 white pawn · f3 white knight · g3 white rook · a2 white pawn · b2 white pawn · c2 white pawn · g2 white pawn · h2 white pawn · c1 white bishop · f1 white rook · g1 white king | 5 |
| 4 | a8 black rook · d8 black queen · h8 black king · a7 black pawn · b7 black knight · e7 black bishop · f7 black pawn · g7 black rook · h7 black pawn · e6 black pawn · f6 white knight · g6 black pawn · c5 black pawn · e5 white pawn · f5 black bishop · g5 white queen · d4 black pawn · f4 white pawn · f3 white knight · g3 white rook · a2 white pawn · b2 white pawn · c2 white pawn · g2 white pawn · h2 white pawn · c1 white bishop · f1 white rook · g1 white king | a8 black rook · d8 black queen · h8 black king · a7 black pawn · b7 black knight · e7 black bishop · f7 black pawn · g7 black rook · h7 black pawn · e6 black pawn · f6 white knight · g6 black pawn · c5 black pawn · e5 white pawn · f5 black bishop · g5 white queen · d4 black pawn · f4 white pawn · f3 white knight · g3 white rook · a2 white pawn · b2 white pawn · c2 white pawn · g2 white pawn · h2 white pawn · c1 white bishop · f1 white rook · g1 white king | a8 black rook · d8 black queen · h8 black king · a7 black pawn · b7 black knight · e7 black bishop · f7 black pawn · g7 black rook · h7 black pawn · e6 black pawn · f6 white knight · g6 black pawn · c5 black pawn · e5 white pawn · f5 black bishop · g5 white queen · d4 black pawn · f4 white pawn · f3 white knight · g3 white rook · a2 white pawn · b2 white pawn · c2 white pawn · g2 white pawn · h2 white pawn · c1 white bishop · f1 white rook · g1 white king | a8 black rook · d8 black queen · h8 black king · a7 black pawn · b7 black knight · e7 black bishop · f7 black pawn · g7 black rook · h7 black pawn · e6 black pawn · f6 white knight · g6 black pawn · c5 black pawn · e5 white pawn · f5 black bishop · g5 white queen · d4 black pawn · f4 white pawn · f3 white knight · g3 white rook · a2 white pawn · b2 white pawn · c2 white pawn · g2 white pawn · h2 white pawn · c1 white bishop · f1 white rook · g1 white king | a8 black rook · d8 black queen · h8 black king · a7 black pawn · b7 black knight · e7 black bishop · f7 black pawn · g7 black rook · h7 black pawn · e6 black pawn · f6 white knight · g6 black pawn · c5 black pawn · e5 white pawn · f5 black bishop · g5 white queen · d4 black pawn · f4 white pawn · f3 white knight · g3 white rook · a2 white pawn · b2 white pawn · c2 white pawn · g2 white pawn · h2 white pawn · c1 white bishop · f1 white rook · g1 white king | a8 black rook · d8 black queen · h8 black king · a7 black pawn · b7 black knight · e7 black bishop · f7 black pawn · g7 black rook · h7 black pawn · e6 black pawn · f6 white knight · g6 black pawn · c5 black pawn · e5 white pawn · f5 black bishop · g5 white queen · d4 black pawn · f4 white pawn · f3 white knight · g3 white rook · a2 white pawn · b2 white pawn · c2 white pawn · g2 white pawn · h2 white pawn · c1 white bishop · f1 white rook · g1 white king | a8 black rook · d8 black queen · h8 black king · a7 black pawn · b7 black knight · e7 black bishop · f7 black pawn · g7 black rook · h7 black pawn · e6 black pawn · f6 white knight · g6 black pawn · c5 black pawn · e5 white pawn · f5 black bishop · g5 white queen · d4 black pawn · f4 white pawn · f3 white knight · g3 white rook · a2 white pawn · b2 white pawn · c2 white pawn · g2 white pawn · h2 white pawn · c1 white bishop · f1 white rook · g1 white king | a8 black rook · d8 black queen · h8 black king · a7 black pawn · b7 black knight · e7 black bishop · f7 black pawn · g7 black rook · h7 black pawn · e6 black pawn · f6 white knight · g6 black pawn · c5 black pawn · e5 white pawn · f5 black bishop · g5 white queen · d4 black pawn · f4 white pawn · f3 white knight · g3 white rook · a2 white pawn · b2 white pawn · c2 white pawn · g2 white pawn · h2 white pawn · c1 white bishop · f1 white rook · g1 white king | 4 |
| 3 | a8 black rook · d8 black queen · h8 black king · a7 black pawn · b7 black knight · e7 black bishop · f7 black pawn · g7 black rook · h7 black pawn · e6 black pawn · f6 white knight · g6 black pawn · c5 black pawn · e5 white pawn · f5 black bishop · g5 white queen · d4 black pawn · f4 white pawn · f3 white knight · g3 white rook · a2 white pawn · b2 white pawn · c2 white pawn · g2 white pawn · h2 white pawn · c1 white bishop · f1 white rook · g1 white king | a8 black rook · d8 black queen · h8 black king · a7 black pawn · b7 black knight · e7 black bishop · f7 black pawn · g7 black rook · h7 black pawn · e6 black pawn · f6 white knight · g6 black pawn · c5 black pawn · e5 white pawn · f5 black bishop · g5 white queen · d4 black pawn · f4 white pawn · f3 white knight · g3 white rook · a2 white pawn · b2 white pawn · c2 white pawn · g2 white pawn · h2 white pawn · c1 white bishop · f1 white rook · g1 white king | a8 black rook · d8 black queen · h8 black king · a7 black pawn · b7 black knight · e7 black bishop · f7 black pawn · g7 black rook · h7 black pawn · e6 black pawn · f6 white knight · g6 black pawn · c5 black pawn · e5 white pawn · f5 black bishop · g5 white queen · d4 black pawn · f4 white pawn · f3 white knight · g3 white rook · a2 white pawn · b2 white pawn · c2 white pawn · g2 white pawn · h2 white pawn · c1 white bishop · f1 white rook · g1 white king | a8 black rook · d8 black queen · h8 black king · a7 black pawn · b7 black knight · e7 black bishop · f7 black pawn · g7 black rook · h7 black pawn · e6 black pawn · f6 white knight · g6 black pawn · c5 black pawn · e5 white pawn · f5 black bishop · g5 white queen · d4 black pawn · f4 white pawn · f3 white knight · g3 white rook · a2 white pawn · b2 white pawn · c2 white pawn · g2 white pawn · h2 white pawn · c1 white bishop · f1 white rook · g1 white king | a8 black rook · d8 black queen · h8 black king · a7 black pawn · b7 black knight · e7 black bishop · f7 black pawn · g7 black rook · h7 black pawn · e6 black pawn · f6 white knight · g6 black pawn · c5 black pawn · e5 white pawn · f5 black bishop · g5 white queen · d4 black pawn · f4 white pawn · f3 white knight · g3 white rook · a2 white pawn · b2 white pawn · c2 white pawn · g2 white pawn · h2 white pawn · c1 white bishop · f1 white rook · g1 white king | a8 black rook · d8 black queen · h8 black king · a7 black pawn · b7 black knight · e7 black bishop · f7 black pawn · g7 black rook · h7 black pawn · e6 black pawn · f6 white knight · g6 black pawn · c5 black pawn · e5 white pawn · f5 black bishop · g5 white queen · d4 black pawn · f4 white pawn · f3 white knight · g3 white rook · a2 white pawn · b2 white pawn · c2 white pawn · g2 white pawn · h2 white pawn · c1 white bishop · f1 white rook · g1 white king | a8 black rook · d8 black queen · h8 black king · a7 black pawn · b7 black knight · e7 black bishop · f7 black pawn · g7 black rook · h7 black pawn · e6 black pawn · f6 white knight · g6 black pawn · c5 black pawn · e5 white pawn · f5 black bishop · g5 white queen · d4 black pawn · f4 white pawn · f3 white knight · g3 white rook · a2 white pawn · b2 white pawn · c2 white pawn · g2 white pawn · h2 white pawn · c1 white bishop · f1 white rook · g1 white king | a8 black rook · d8 black queen · h8 black king · a7 black pawn · b7 black knight · e7 black bishop · f7 black pawn · g7 black rook · h7 black pawn · e6 black pawn · f6 white knight · g6 black pawn · c5 black pawn · e5 white pawn · f5 black bishop · g5 white queen · d4 black pawn · f4 white pawn · f3 white knight · g3 white rook · a2 white pawn · b2 white pawn · c2 white pawn · g2 white pawn · h2 white pawn · c1 white bishop · f1 white rook · g1 white king | 3 |
| 2 | a8 black rook · d8 black queen · h8 black king · a7 black pawn · b7 black knight · e7 black bishop · f7 black pawn · g7 black rook · h7 black pawn · e6 black pawn · f6 white knight · g6 black pawn · c5 black pawn · e5 white pawn · f5 black bishop · g5 white queen · d4 black pawn · f4 white pawn · f3 white knight · g3 white rook · a2 white pawn · b2 white pawn · c2 white pawn · g2 white pawn · h2 white pawn · c1 white bishop · f1 white rook · g1 white king | a8 black rook · d8 black queen · h8 black king · a7 black pawn · b7 black knight · e7 black bishop · f7 black pawn · g7 black rook · h7 black pawn · e6 black pawn · f6 white knight · g6 black pawn · c5 black pawn · e5 white pawn · f5 black bishop · g5 white queen · d4 black pawn · f4 white pawn · f3 white knight · g3 white rook · a2 white pawn · b2 white pawn · c2 white pawn · g2 white pawn · h2 white pawn · c1 white bishop · f1 white rook · g1 white king | a8 black rook · d8 black queen · h8 black king · a7 black pawn · b7 black knight · e7 black bishop · f7 black pawn · g7 black rook · h7 black pawn · e6 black pawn · f6 white knight · g6 black pawn · c5 black pawn · e5 white pawn · f5 black bishop · g5 white queen · d4 black pawn · f4 white pawn · f3 white knight · g3 white rook · a2 white pawn · b2 white pawn · c2 white pawn · g2 white pawn · h2 white pawn · c1 white bishop · f1 white rook · g1 white king | a8 black rook · d8 black queen · h8 black king · a7 black pawn · b7 black knight · e7 black bishop · f7 black pawn · g7 black rook · h7 black pawn · e6 black pawn · f6 white knight · g6 black pawn · c5 black pawn · e5 white pawn · f5 black bishop · g5 white queen · d4 black pawn · f4 white pawn · f3 white knight · g3 white rook · a2 white pawn · b2 white pawn · c2 white pawn · g2 white pawn · h2 white pawn · c1 white bishop · f1 white rook · g1 white king | a8 black rook · d8 black queen · h8 black king · a7 black pawn · b7 black knight · e7 black bishop · f7 black pawn · g7 black rook · h7 black pawn · e6 black pawn · f6 white knight · g6 black pawn · c5 black pawn · e5 white pawn · f5 black bishop · g5 white queen · d4 black pawn · f4 white pawn · f3 white knight · g3 white rook · a2 white pawn · b2 white pawn · c2 white pawn · g2 white pawn · h2 white pawn · c1 white bishop · f1 white rook · g1 white king | a8 black rook · d8 black queen · h8 black king · a7 black pawn · b7 black knight · e7 black bishop · f7 black pawn · g7 black rook · h7 black pawn · e6 black pawn · f6 white knight · g6 black pawn · c5 black pawn · e5 white pawn · f5 black bishop · g5 white queen · d4 black pawn · f4 white pawn · f3 white knight · g3 white rook · a2 white pawn · b2 white pawn · c2 white pawn · g2 white pawn · h2 white pawn · c1 white bishop · f1 white rook · g1 white king | a8 black rook · d8 black queen · h8 black king · a7 black pawn · b7 black knight · e7 black bishop · f7 black pawn · g7 black rook · h7 black pawn · e6 black pawn · f6 white knight · g6 black pawn · c5 black pawn · e5 white pawn · f5 black bishop · g5 white queen · d4 black pawn · f4 white pawn · f3 white knight · g3 white rook · a2 white pawn · b2 white pawn · c2 white pawn · g2 white pawn · h2 white pawn · c1 white bishop · f1 white rook · g1 white king | a8 black rook · d8 black queen · h8 black king · a7 black pawn · b7 black knight · e7 black bishop · f7 black pawn · g7 black rook · h7 black pawn · e6 black pawn · f6 white knight · g6 black pawn · c5 black pawn · e5 white pawn · f5 black bishop · g5 white queen · d4 black pawn · f4 white pawn · f3 white knight · g3 white rook · a2 white pawn · b2 white pawn · c2 white pawn · g2 white pawn · h2 white pawn · c1 white bishop · f1 white rook · g1 white king | 2 |
| 1 | a8 black rook · d8 black queen · h8 black king · a7 black pawn · b7 black knight · e7 black bishop · f7 black pawn · g7 black rook · h7 black pawn · e6 black pawn · f6 white knight · g6 black pawn · c5 black pawn · e5 white pawn · f5 black bishop · g5 white queen · d4 black pawn · f4 white pawn · f3 white knight · g3 white rook · a2 white pawn · b2 white pawn · c2 white pawn · g2 white pawn · h2 white pawn · c1 white bishop · f1 white rook · g1 white king | a8 black rook · d8 black queen · h8 black king · a7 black pawn · b7 black knight · e7 black bishop · f7 black pawn · g7 black rook · h7 black pawn · e6 black pawn · f6 white knight · g6 black pawn · c5 black pawn · e5 white pawn · f5 black bishop · g5 white queen · d4 black pawn · f4 white pawn · f3 white knight · g3 white rook · a2 white pawn · b2 white pawn · c2 white pawn · g2 white pawn · h2 white pawn · c1 white bishop · f1 white rook · g1 white king | a8 black rook · d8 black queen · h8 black king · a7 black pawn · b7 black knight · e7 black bishop · f7 black pawn · g7 black rook · h7 black pawn · e6 black pawn · f6 white knight · g6 black pawn · c5 black pawn · e5 white pawn · f5 black bishop · g5 white queen · d4 black pawn · f4 white pawn · f3 white knight · g3 white rook · a2 white pawn · b2 white pawn · c2 white pawn · g2 white pawn · h2 white pawn · c1 white bishop · f1 white rook · g1 white king | a8 black rook · d8 black queen · h8 black king · a7 black pawn · b7 black knight · e7 black bishop · f7 black pawn · g7 black rook · h7 black pawn · e6 black pawn · f6 white knight · g6 black pawn · c5 black pawn · e5 white pawn · f5 black bishop · g5 white queen · d4 black pawn · f4 white pawn · f3 white knight · g3 white rook · a2 white pawn · b2 white pawn · c2 white pawn · g2 white pawn · h2 white pawn · c1 white bishop · f1 white rook · g1 white king | a8 black rook · d8 black queen · h8 black king · a7 black pawn · b7 black knight · e7 black bishop · f7 black pawn · g7 black rook · h7 black pawn · e6 black pawn · f6 white knight · g6 black pawn · c5 black pawn · e5 white pawn · f5 black bishop · g5 white queen · d4 black pawn · f4 white pawn · f3 white knight · g3 white rook · a2 white pawn · b2 white pawn · c2 white pawn · g2 white pawn · h2 white pawn · c1 white bishop · f1 white rook · g1 white king | a8 black rook · d8 black queen · h8 black king · a7 black pawn · b7 black knight · e7 black bishop · f7 black pawn · g7 black rook · h7 black pawn · e6 black pawn · f6 white knight · g6 black pawn · c5 black pawn · e5 white pawn · f5 black bishop · g5 white queen · d4 black pawn · f4 white pawn · f3 white knight · g3 white rook · a2 white pawn · b2 white pawn · c2 white pawn · g2 white pawn · h2 white pawn · c1 white bishop · f1 white rook · g1 white king | a8 black rook · d8 black queen · h8 black king · a7 black pawn · b7 black knight · e7 black bishop · f7 black pawn · g7 black rook · h7 black pawn · e6 black pawn · f6 white knight · g6 black pawn · c5 black pawn · e5 white pawn · f5 black bishop · g5 white queen · d4 black pawn · f4 white pawn · f3 white knight · g3 white rook · a2 white pawn · b2 white pawn · c2 white pawn · g2 white pawn · h2 white pawn · c1 white bishop · f1 white rook · g1 white king | a8 black rook · d8 black queen · h8 black king · a7 black pawn · b7 black knight · e7 black bishop · f7 black pawn · g7 black rook · h7 black pawn · e6 black pawn · f6 white knight · g6 black pawn · c5 black pawn · e5 white pawn · f5 black bishop · g5 white queen · d4 black pawn · f4 white pawn · f3 white knight · g3 white rook · a2 white pawn · b2 white pawn · c2 white pawn · g2 white pawn · h2 white pawn · c1 white bishop · f1 white rook · g1 white king | 1 |
|   | a | b | c | d | e | f | g | h |   |

'Trung cuộc trong cờ vua là phần của ván đấu nằm giữa khai cuộc và tàn cuộc, mặc dù không có ranh giới rõ ràng giữa khai cuộc và trung cuộc, và giữa trung cuộc và tàn cuộc. Trung cuộc bắt đầu khi cả hai người chơi đã hoàn thành việc phát triển tất cả hoặc hầu hết các quân và quân vua đã được đưa đến nơi an toàn tương đối. Tuy nhiên, ở cấp độ kiện tướng, phân tích khai cuộc có thể đi xa tới tận trung cuộc.
Tương tự như vậy, trung cuộc hòa lẫn vào tàn cuộc. Có nhiều ý kiến và tiêu chí khác nhau về thời điểm trung cuộc kết thúc và tàn cuộc bắt đầu (xem phần bắt đầu của tàn cuộc). Các yếu tố như kiểm soát khu trung tâm ít quan trọng hơn trong cuối trận so với giữa trận. Cuối cùng, số lượng quân cờ và quân cờ giảm đi nhiều, mặc dù ngay cả sau khi hai bên đổi hậu, người ta có thể nói về một "trung cuộc không có quân hậu". Tàn cuộc thường được cho là bắt đầu khi các vị vua có thể đóng một vai trò tích cực một cách an toàn.
Lý thuyết về trung cuộc kém phát triển hơn so với khai cuộc hoặc tàn cuộc. Vì các thế cờ trung cuộc là duy nhất từ ván này sang ván khác, nên việc ghi nhớ các biến thể lý thuyết là không thể giống như khi học khai cuộc. Tương tự như vậy, thường có quá nhiều quân cờ trên bàn cờ lúc trung cuộc để các vị trí lý thuyết có thể được phân tích hoàn toàn như có thể được thực hiện trong các tàn cuộc đơn giản hơn.